# Song
Ein Song (englisch für „Lied“) ist ein Lied des 20. oder 21. Jahrhunderts, das sich an anglo-amerikanischen Vorbildern orientiert. Der Begriff findet vor allem in der populären Musik Verwendung und grenzt sich ab zum Kunstlied, zum Volkslied bzw. Folksong, zum Schlager im deutschsprachigen Raum und zum französischen Chanson. Anders als im englischsprachigen Raum, wo der Begriff „Song“ weitgehend synonym zur weiten Bedeutung des deutschen Wortes „Lied“ verwendet wird, ist im deutschsprachigen Raum der Song eine Liedgattung.
Ein Song bezeichnet ein gesungenes bzw. singbares Gedicht, das meist im Wechsel von Strophen und Refrain aufgebaut ist. Songstrukturen, Melodik und Inhalte sind eng aufeinander bezogen und orientieren sich an den jeweils aktuellen Vorbildern der anglo-amerikanischen Popkultur. Im Gegensatz zu Volksliedern und Folksongs, die als tradiertes Liedgut meist anonyme Urheberschaften aufweisen, wird der Song in seiner Entstehung und Darbietung mit Individuen oder Gruppen assoziiert: Der Songwriter komponiert, zuweilen unterstützt von einem Liedtexter, das Musikstück, das von Sängern oder Bands interpretiert wird. Songwriter, die ihre Songs selbst vortragen und dabei eine besondere Aufführungspraxis bevorzugen, werden als Singer-Songwriter bezeichnet.
Der Song ist ein multimediales Ereignis. Sowohl die Niederschrift von Musik und Text in Form von Notenausgaben als auch die Live-Darbietung (performance) durch einen Sänger sowie die Aufnahme (recording) eines Songs mittels Tontechnik sind ästhetische Ebenen eines Songs. In unterschiedlichen Genres und Musiktraditionen dominieren die Ebenen unterschiedlich stark, so dass sich die Aufmerksamkeit der Kritik (critical attention) je nach Genre unterschiedlichen Aspekten zuwendet. So analysiert Theodore Gracyk den Rocksong als Kunst der Aufnahme, während der Rock ’n’ Roll und auch der Jazz in erster Linie eine Kunst der Performance seien.
Für Lieder in deutscher Sprache fand der Begriff Song erstmals im Kabarett nach dem Ersten Weltkrieg Verwendung. Es handelte sich hierbei um Couplets und Chansons von Autoren wie Kurt Tucholsky, Erich Kästner oder Friedrich Hollaender. Bertolt Brecht und Kurt Weill nahmen für sich in Anspruch, im Jahr 1927 mit dem Mahagonny Songspiel (einem Vorläufer der Oper Aufstieg und Fall der Stadt Mahagonny) die „Gattung ‚Song‘ […] begründet“ zu haben, wobei Brecht einschränkte, dass man sich einer Form bedient habe, die „nach dem Krieg wie ein Volkslied der großen Städte auf diesen Kontinent“ gekommen sei. In den 1960er Jahren entwickelte sich in der Liedermacherszene der so genannte Protestsong, der an die Traditionen von Chanson, Ballade und Bänkelsang anknüpfte. Bekannte Vertreter waren in Westdeutschland Wolfgang Neuss, Franz Josef Degenhardt oder Dieter Süverkrüp, in der DDR Wolf Biermann. Mit den späten 1960er und 1970er Jahren wurde diese Tradition überlagert durch die zunehmende Verbreitung anglo-amerikanischer Rock- und Popsongs, und der Begriff Song steht seither in erster Linie für Lieder, die sich an diesen Vorbildern orientieren.